# Чегодаєви
осницький
Чегодаєви (Чагадаєви) — російський княжий рід татарського походження. Деякі історики приписують їм спорідненість з Чингізидами з Білої Орди і навіть походження від Чагатая (Джагатая), другого сина Чингіз-хана.
На московську службу родоначальник роду Чегодай-ходжа «син Саконский» вступив у XVI столітті. Син якого Хозяш або Хаджаш (син паломника, який здійснив хадж) грамотою великого князя Василя Івановича жалуваний 1524 р. селом в Муромському повіті. Князь Теникай Енибяков син Чегодаєв згадується в Смутний час.
Рід записаний в VI частини родовідних книг Московської, Нижегородської, Орловської і Самарської, Казанської, Саратовської і Симбірської губерній з правом іменуватися татарськими князями.
Ухвалою Сенату, 18 грудня 1856 р. рід князів Чегодаевых затверджений у російському дворянстві і жалуваний дипломом на князівську гідність Російської імперії. Інший рід дворян Чегодаевых записаний до ІІ частини родовідної книги Оренбурзької губернії.

## Опис герба
У лазуровому полі срібна оленяча голова, що супроводжується зверху срібними півмісяцем і восьмикутною зорею у стовп, а знизу золотою підковою, шипами вгору.
Щит увінчаний дворянськими шоломом і короною. Нашоломник: така ж, як у щиті, оленяча голова. Намет на щиті лазуровий, підбитий сріблом. Щит покритий княжою мантією і короною. Герб князів Чегодаєвих внесений у Частину 16 Збірника дипломних гербів Російського Дворянства, невнесенних у Спільний Гербовник, стр. 2.